# Југославија на Зимским олимпијским играма 1968.
Југославија (СФРЈ) је на десете ЗОИ послала тридесет својих представника. Ово је било осмо учешће Југословенских спортиста на Зимским олимпијским играма. Игре су одржане 1968. године у Греноблу, Француска. 
Југославија је на ове игре послала укупно 30 спортиста. Југословенски представници су се такмичили у нордијском дисциплинама, алпском скијању и по други пут у Хокеју на леду. Као и на седам претходних олимпијада, југословенски спортисти нису освојили ни једну медаљу. Најбољи пласман остварио је скакач Лудвиг Зајц, освојивши 9. место на 90 m скакаоници, у конкуренцији од 58 такмичара. Овим је надмашио Смолејев пласман из 1936. године.

## Алпско скијање
| Спортиста     | Дисциплина     | Поз. | Резултат                              |
| ------------- | -------------- | ---- | ------------------------------------- |
| Јоже Газвода  | спуст (м)      | 47.  | 2.10,51 (+10,66)                      |
| Јоже Газвода  | велеслалом (м) | 58.  | 3.57,15 (+27,87)                      |
| Јоже Газвода  | слалом (м)     | нкв  | није се квалификовао за финалну групу |
| Блаж Јакопич  | спуст (м)      | 51.  | 2.11,00 (+11,15)                      |
| Блаж Јакопич  | велеслалом (м) | 43.  | 3.48,54 (+19,26)                      |
| Блаж Јакопич  | слалом (м)     | 28.  | 1.57,48 (+17,75)                      |
| Андреј Клинар | спуст (м)      | 41.  | 2.09,61 (+9,76)                       |
| Андреј Клинар | велеслалом (м) | 52.  | 3.52,83 (+23,55)                      |
| Андреј Клинар | слалом (м)     | нкв  | није се квалификовао за финалну групу |
|               |                |      |                                       |
| Мајда Анкеле  | спуст (ж)      | 36.  | 1.52,13 (+11,26)                      |
| Мајда Анкеле  | велеслалом (ж) | 29.  | 2.02,44 (+10,47)                      |
| Мајда Анкеле  | слалом (ж)     | 12.  | 1.31,60 (+5,74)                       |

## Скијашко трчање
| Спортиста      | Дисциплина | Поз. | Резултат             |
| -------------- | ---------- | ---- | -------------------- |
| Мирко Бавче    | 15 km (m)  | 45.  | 53.10,7 (+5.16,5)    |
| Мирко Бавче    | 30 km (m)  | 49.  | 1:47.48,9 (+12.09,7) |
| Алојз Керштајн | 15 km (m)  | 40.  | 52.31,7 (+4.37,5)    |
| Алојз Керштајн | 30 km (m)  | 44.  | 1:46.09,5 (+10.30,3) |
| Алојз Керштајн | 50 km (m)  | 35.  | 2:43.54,1 (+15.08,3) |
| Јанез Млинар   | 15 km (m)  | 43.  | 52.54,4 (+5.00,2)    |
| Јанез Млинар   | 30 km (m)  | 47.  | 1:46.43,2 (+11.04,0) |
| Јанез Млинар   | 50 km (m)  | нзт  | одустао              |

## Скијашки скокови
| Спортиста       | Дисциплина | Поз. | Резултат                 |
| --------------- | ---------- | ---- | ------------------------ |
| Петер Ержен     | 70 m (м)   | 51.  | 163,2 поена (73,0+70,5m) |
| Петер Ержен     | 90 m (м)   | 44.  | 161,7 поена (96,0+87,5m) |
| Марјан Месец    | 70 m (м)   | 38.  | 185,1 поена (73,5+69,0m) |
| Марјан Печар    | 70 m (м)   | 46.  | 170,1 поена (76,5+61,0m) |
| Марјан Печар    | 90 m (м)   | 39.  | 172,8 поена (91,0+81,5m) |
| Петер Штефанчич | 90 m (м)   | 38.  | 173,4 поена (94,0+85,0m) |
| Лудвик Зајц     | 70 m (м)   | 14.  | 205,4 поена (75,0+73,0m) |
| Лудвик Зајц     | 90 m (м)   | 9.   | 203,8 поена (96,5+93,5m) |

## Хокеј на леду
| Спортиста | Дисциплина | Поз. | Резултати |
| --- | ---------- | ---- | --- |
| Антон Јоже Гале Руди Кнез Франц Разингер Иво Јан Владо Југ Иво Ратеј Виктор Равник Јанез Млакар Виктор Тишлер Бого Јан Борис Ренауд Цирил Клинар Албин Фелц Роман Смолеј Франц Смолеј Мирослав Гојановић Руди Хити Славко Беравс | мушки      | 9.   | квалификациона рунда: · 2-11 Југославија - Финска · Група Б (9.-16. места): · 5- 1 Југославија - Јапан · 6- 0 Југославија - Аустрија · 10- 1 Југославија - Француска · 9- 5 Југославија - Румунија · 3- 2 Југославија - Норвешка |